# Stammliste des Hauses Hohenberg
Stammliste des Adelsgeschlechts Hohenberg (auch Zollern-Hohenberg) mit den in der Wikipedia vertretenen Personen und wichtigen Zwischengliedern.

## Stammlinie
1. Burkhard II. († nach 1152), Graf von Zollern-Hohenberg ⚭ Helmburgis von Schala-Burghausen; → Vorfahren siehe Haus Hohenzollern
  1. Burkhard III. († nach 4. Juli 1193), Graf von Hohenberg ⚭ Kunigunde von Grünberg
    1. Burkhard IV. († 1217/25), Graf von Hohenberg ⚭ Wilipirg von Aichelberg
      1. Burkhard V. († 14. Juli 1253), Graf von Hohenberg ⚭ Mechthild (erwähnt 1233), Tochter von Rudolf II., Pfalzgraf von Tübingen
        1. Gertrud-Anna (* 1230/35; † 16. Februar 1281) ⚭ Rudolf I. von Habsburg
        2. Albrecht II., gen. der Minnesänger († 17. April 1298), Graf von Hohenberg ⚭ (I) NN; (II) Margarethe († 1296), Tochter von Heinrich I., Graf von Fürstenberg und Agnes von Truhendingen; (III) Ursula († 1308), Tochter von Ludwig III., Graf von Oettingen; → Nachfahren siehe unten, Linie Hohenberg-Rotenburg
        3. Burkhard VI. († 24. Juli 1318), Graf von Nagold-Wildberg ⚭ (I) NN; (II) vor 1277 Luitgard († 13. November 1309); → Nachfahren siehe unten, Linie Nagold-Wildberg
        4. Ulrich († vor 1281)
          1. Agnes († 14. April 1310) ⚭ Heinrich III., Markgraf von Hachberg († 1330)

      2. Kunigunde ⚭ Rudolf von Hewen

    2. Adalbert, Graf von Rottenburg

  2. Friedrich († nach 11. April 1195), Graf von Hohenberg

## Linie Hohenberg-Rotenburg
1. Albrecht II., gen. der Minnesänger († 17. April 1298), Graf von Hohenberg ⚭ (I) NN; (II) Margarethe († 1296), Tochter von Heinrich I., Graf von Fürstenberg und Agnes von Truhendingen; (III) Ursula († 1308), Tochter von Ludwig III., Graf von Oettingen; → Vorfahren siehe oben, Stammlinie
  1. (I) Agnes († 1293) ⚭ 1282 Albrecht von Görz und Tirol († April 1292)
  2. (I) Albrecht III., gen. Rösselmann († 1304) ⚭ (I) NN; (II) Klara Euphemia, Tochter von Albrecht IV., Graf von Görz und Tirol und Euphemia von Schlesien-Glogau
  3. (II) Margaretha († 1295) ⚭ 28. Oktober 1288 Heinrich IV., Markgraf von Burgau († 1301)
  4. (II) Mechthild († vor 26. April 1315) ⚭ Rottenburg 18. Dezember 1291 Ulrich von Württemberg († 1. November 1315)
  5. (II) Rudolf I., († 11. Januar 1336), Graf von Hohenberg, Herr von Triberg ⚭ (I) Agnes, Tochter von Hugo II. († 1317), Graf von Werdenberg; (II) April 1318 Irmengard († 17. Mai 1329), Tochter von Eberhard I. der Erlauchte, Graf von Württemberg und Irmgard von Baden; (III) Elisabeth, Tochter von Simon II., Graf von Sponheim
    1. (I) Albrecht († 25. April 1359, Stein am Rhein), Kanoniker in Konstanz 1317–1345, in Strassburg 1329–1350, Landvogt im Elsass 1337–1341, Bischof von Konstanz 1334/35, von Würzburg 1345–1349, von Freising 1351, kaiserlicher Kanzler 1340/41, päpstlicher Kaplan 1342/45
    2. (I) Rudolf II. († 26. Februar 1335), Graf von Hohenberg ⚭ Margaretha († 30. Januar 1370), Tochter von Emicho I., Graf von Nassau-Hadamar und Anna von Nürnberg
      1. Margaretha († 1365/66) ⚭ Ludwig VIII. († 26. Juli 1378), Graf von Oettingen
      2. Rudolf III. († 1389), Graf von Hohenberg, Herr zu Rottenburg ⚭ 1360 Ida († 1399), Tochter von Friedrich, Graf von Toggenburg; → Linie ausgestorben
        1. Margaretha († 1419) ⚭ (I) 1. September 1384 Bernhard I. (* 1364; † 5. April 1431), Markgraf von Baden; (II) 1391 Graf Hermann von Sulz († 1429)

      3. Agnes († 5. Juni 1366) ⚭ 1349 Konrad IV. († 5. September 1352), Herzog von Teck

    3. (I) Hugo († 26. Mai 1354), Graf von Hohenberg ⚭ Ursula († 5. Mai nach 1367), Tochter von Ulrich III., Graf von Pfirt (Ferette) und Johanna von Mömpelgard (Montbéliard)
      1. Ursula (erwähnt 1367/80) ⚭ (I) Wilhelm III. († 19. Oktober 1368), Graf von Montfort (Bregenz); (II) Eberhard IV. († vor 15. Januar 1380), Landgraf von Stühlingen

    4. (I) Heinrich († 12. Mai 1352), Graf von Hohenberg ⚭ Agnes († nach 24. Juni 1348), Tochter von Heinrich, Graf von Schaunberg
      1. Rudolf († vor 1379)

    5. NN Tochter ⚭ Heinrich von Hornstein (erwähnt 1357)

  6. (III) Albrecht IV., Mönch in Bonndorf 1317
  7. (III) Adelheid († 23. Februar 1333) ⚭ vor 28. März 1317 Konrad I. († 7. Mai 1353), Graf von Schaunberg

## Linie Nagold-Wildberg
1. Burkhard VI. († 24. Juli 1318), Graf von Nagold-Wildberg ⚭ (I) NN; (II) vor 1277 Luitgard († 13. November 1309); → Vorfahren siehe oben, Stammlinie
  1. (I) Kunigunde (erwähnt 1307, 1323) ⚭ (I) Rudolf II. von Hewen († vor 5. September 1279); (II) Jakob III. von Wart († nach 18. Oktober 1321)
  2. (II) Otto I. († 12. Juli 1299), Graf zu Nagold ⚭ Maria († vor 18. Oktober 1321), Tochter von Erkinger von Magenheim
    1. Burkhard VIII. († vor 1342), Graf zu Nagold in Magenheim ⚭ 1316 Agnes, Tochter von Konrad V., Graf von Vaihingen und Elisabeth von Schlüsselburg
      1. Otto II. († 1379/85), Graf zu Nagold ⚭ (I) Kunigunde († nach 3. Mai 1358), Tochter von Rudolf IV., Graf von Wertheim; (II) Irmengard († 24. Oktober 1379), Tochter von Heinrich II., Graf von Fürstenberg-Albeck-Trochtelfingen
        1. Rudolf V. († nach 13. Juli 1383)
        2. Burkhard XI., Graf zu Nagold ⚭ Verena, Tochter von Johann II., Graf von Habsburg-Laufenburg und Verena von Neuenburg (-Neufchâtel)-Blamont
          1. Rudolf VI. († 1409 oder 1422) ⚭ Margaretha, Tochter von Sigmund IV., Graf von Tierstein, Landgraf im Sisgau und im Buchsgau
            1. Sigmund († vor 1440), Hauptmann zu Balingen ⚭ Ursula († 17. Februar 1477), Tochter von Heinrich XI., Herr zu Räzuns
              1. Peter († 27. Oktober 1448)
              2. Rudolf (erwähnt 1458)
              3. Margaretha († 22. Juni 1475) ⚭ 1466 Georg I. († 10. Mai 1475), Schenk zu Obersontheim
              4. Appolonia, Äbtissin von Königsfelden 1472/92

            2. Verena, Nonne in Reuthin
            3. Margaretha, Nonne in Buchau 1449

          2. Anna († 1421) ⚭ (I) Graf Friedrich X. von Hohenzollern († 24. Juni 1412)

        3. Magdalena ⚭ Jakob I. Truchsess von Waldburg zu Trauchburg († 5. Mai 1460)
        4. Sophie, Äbtissin von Kitzingen 1348/53

      2. Burkhard X. (erwähnt 1348, 1353), Graf zu Nagold
      3. Hugo (erwähnt 1381, 1411)
      4. Agnes, Priorin von Reuthin 1379 bis 1423

    2. Mechthild, Nonne in Reuthin 1352

  3. (II) Burkhard VII. († 1353/55), Graf zu Wildberg ⚭ Agnes (erwähnt 1319)
    1. Burkhard IX. († 1377/81), Graf zu Wildberg ⚭ Anna, Tochter von Gottfried II. von Brauneck
      1. Konrad II., Mönch in Sulz 1377
      2. Burkhard († 8. September 1393) Kanoniker, Generalvikar, Diakon in Würzburg und Trier, Dominikaner

    2. Konrad I. von Altensteig († 6. September 1356) ⚭ 1355 Margaretha († nach 6. Dezember 1398), Tochter von Peter I. von Hewen
      1. Rudolf IV. von Wildberg († 1387/97)
        1. NN (erwähnt 18. Dezember 1397)

      2. NN Tochter († vor 19. Mai 1377), Nonne in Reuthin

    3. Otto III. († nach 13. Dezember 1377), Mönch in Horb
    4. Adelheid († 9. November 1385) ⚭ Graf Friedrich IX. von Hohenzollern († 1377/79)
    5. Margaretha ⚭ 1343 Friedrich der Straßburger († 1365), Graf von Hohenzollern
    6. Adelheid († 1377/81), Nonne in Reuthin
    7. Anna († nach 18. Dezember 1397), Nonne in Reuthin